# Tłoczyna
Die Tłoczyna, auch Łysa Góra (deutsch Scheibenberg) ist ein 785 m hoher Berg im schlesischen Teil des Isergebirges in Polen. Sie erhebt sich südlich von Proszowa (Gräflich Kunzendorf) im Zackenkamm (polnisch Grzbiet Kamienicki) und gehört zur Stadt- und Landgemeinde Mirsk.

## Beschreibung
Der Gipfel ist vollständig mit Nadelwald bewachsen. Am Fuße verläuft der gelb markierte Wanderweg von Przecznica auf den Pass Rozdroże Izerskie (Iserkreuzung). Der Berg besteht aus Gneisen und Graniten.